# Kanton Pleumartin
Kanton Pleumartin (fr. Canton de Pleumartin) je francouzský kanton v departementu Vienne v regionu Poitou-Charentes. Skládá se z devíti obcí.

## Obce kantonu
- Chenevelles
- Coussay-les-Bois
- Leigné-les-Bois
- Lésigny
- Mairé
- Pleumartin
- La Puye
- La Roche-Posay
- Vicq-sur-Gartempe